# 圣安德肋堂 (里尔)
圣安德肋堂（Église Saint André）是法国北部大区里尔的一座罗马天主教教堂，位于里尔老城的皇家街，建于1701-1887年，巴洛克风格，1949年10月17日列为法国历史古迹。
该堂的历史可追溯到13世纪，毁于1708年里尔包围战。此后迁至皇家街加尔默罗会小堂。

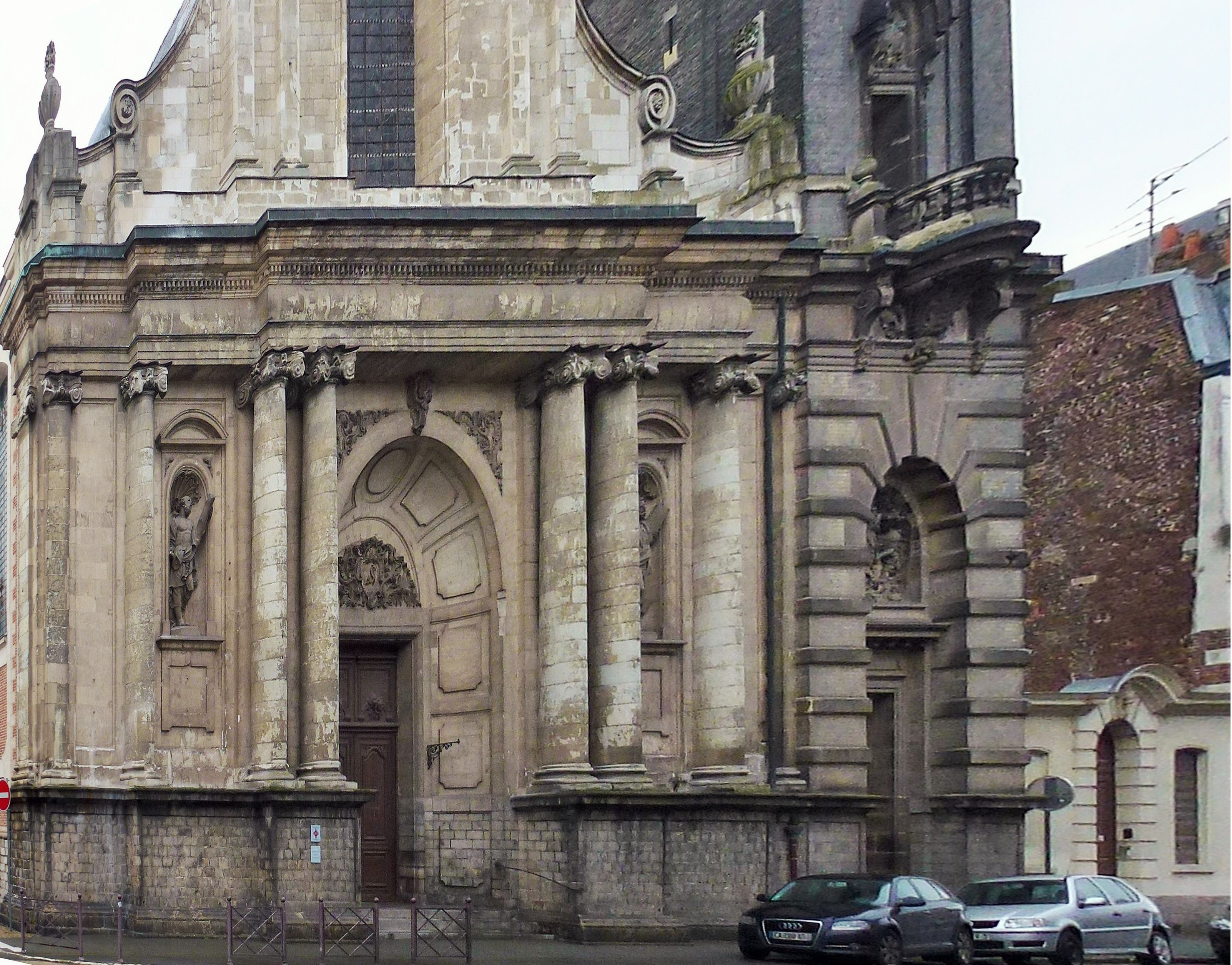
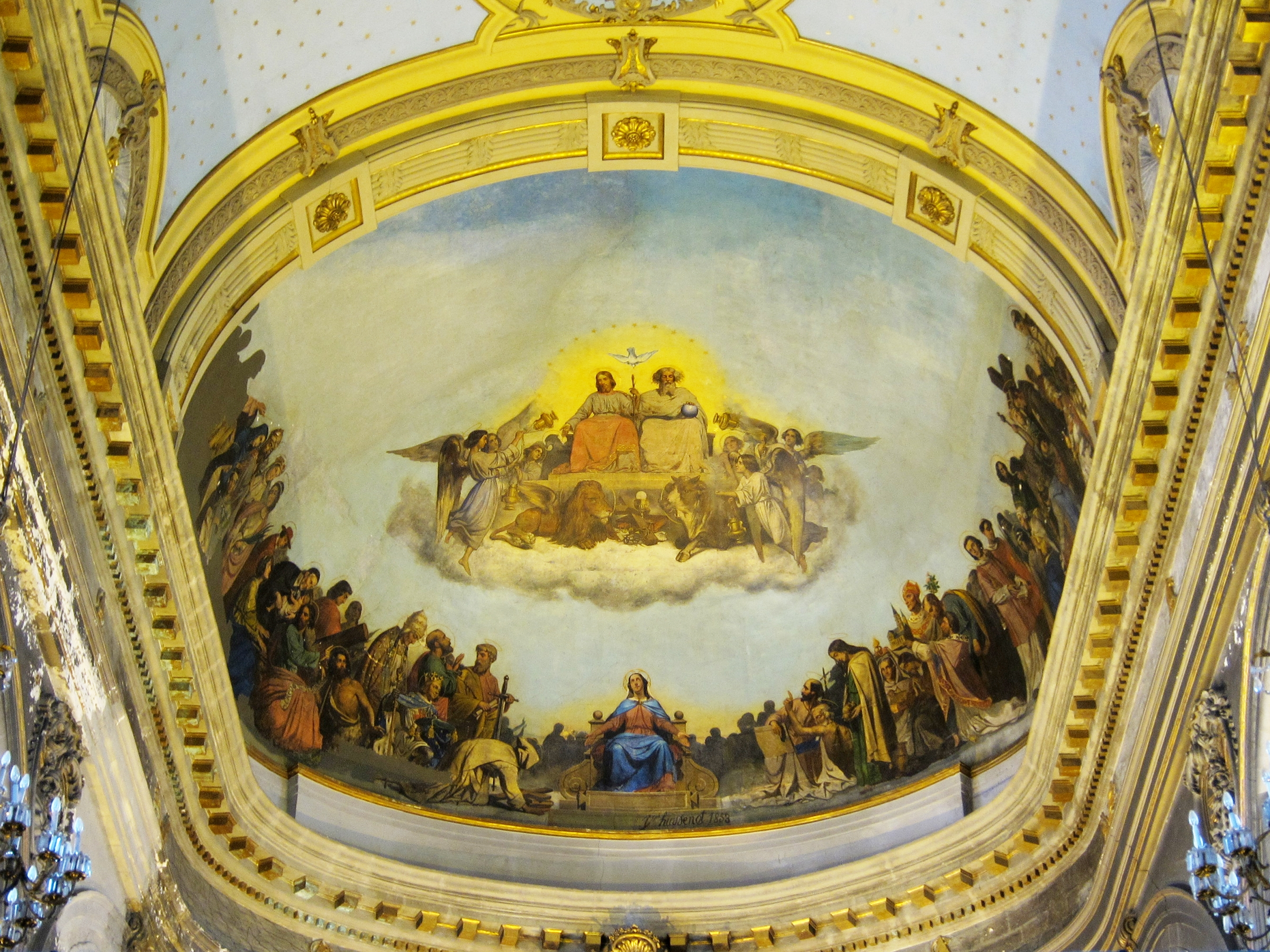
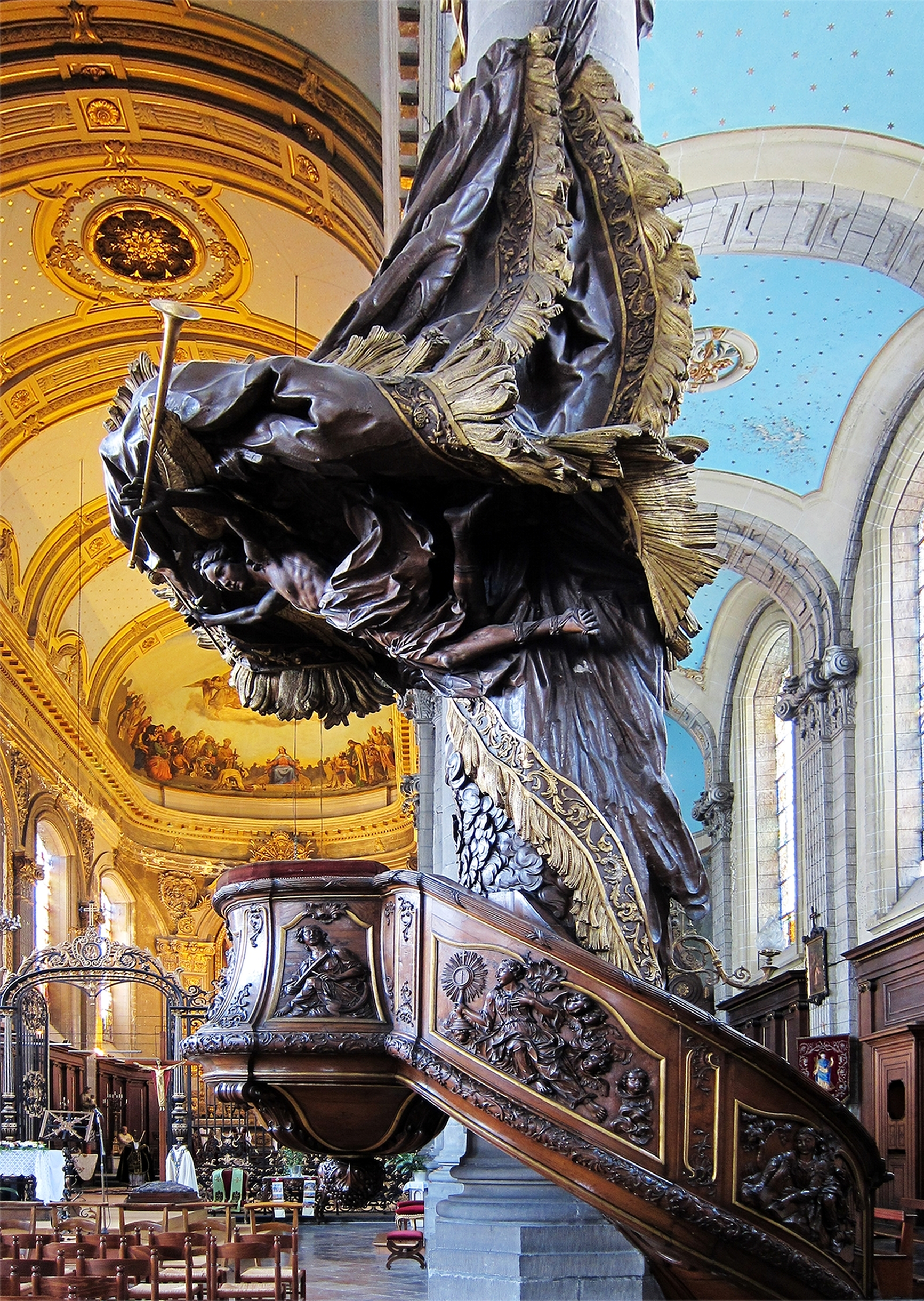